# Samuel Heinrich Schwabe
Samuel Heinrich Schwabe (Dessau-Roßlau, 25 de outubro de 1789 - Dessau, 11 de abril de 1875) foi um astrônomo alemão, conhecido por seu trabalho em manchas solares. Recebeu a Medalha de Ouro da Royal Astronomical Society em 1857.